# منصة الشهود
منصة الشهود، أو مكان الشهود، هي جزء من قاعة المحكمة. وهي قسم من القاعة مخصص للشهود ليقفوا أو يجلسوا فيه أثناء الإدلاء بشهادتهم أو تقديم الأدلة. في اللغة الإنجليزية الأمريكية، تُعرف منصة الشهود باسم مكان الشهود (witness stand) أو مكان الاستماع إلى الشهود.
وتاريخيًا، تم رفع منصات الشهود فوق مستوى سطح الأرض (على الرغم من بقائها في مستوى أقل من مقعد الهيئة القضائية، الذي يجلس عليه القضاة). وقبل الفصل بين الكنيسة والدولة، كانت المحاكمات تُعقد في بعض الأحيان في الكنائس. وفي مثل هذه الحالات، يقف الشاهد في منبر الوعظ خلف الحاجز.
وفي قاعات المحاكمة الحديثة، تميل منصات الشهود إلى وضعها في مستوى أعلى قليلاً من مستوى سطح الأرض.